# Puccinia circumalpina
Puccinia circumalpina är en svampart som beskrevs av Zwetko 1993. Puccinia circumalpina ingår i släktet Puccinia och familjen Pucciniaceae.   Inga underarter finns listade i Catalogue of Life.